# Efekt kontrastu
Efekt kontrastu (zaliczany do grupy efektów kontekstu) – błąd polegający na subiektywnym powiększeniu lub umniejszeniu obserwowanych cech obiektu w sytuacji porównywania go z wcześniej (lub jednocześnie) obserwowanym innym obiektem. 
Na przykład letnia woda może wydawać się raz gorąca, a raz zimna, w zależności od tego, w jakiej wodzie (zimnej czy gorącej) trzymaliśmy wcześniej rękę. Tej obserwacji dokonał filozof John Locke.
Obiekty porównywane muszą być do siebie podobne: człowiek normalnej budowy ciała stojący obok niskiego i cienkiego słupka nie będzie wydawał się potężniejszy, niż jest w rzeczywistości.

## Efekt kontrastu w nauce
Jako pierwszy koncepcję kontrastu, rozumianego jako wyolbrzymienie różnic, przedstawił niemiecki lekarz Hermann von Helmholtz w 1866 r. Zauważył on, że komentator sportowy wydaje się wyższy, gdy rozmawia z niskim sportowcem (dżokejem), a niższy, gdy rozmawia z potężnym atletą. Efekt kontrastu, nazwany „prawem relatywizmu”, pojawił się potem w pracy niemieckiego psychologa Wilhelma Wundta w 1894, a dokładnie opisany został w jego podręczniku Outlines of Psychology w 1897 r. W publikacji tej przedstawiono efekt kontrastu jako fundamentalny, wszechobecny i mający znaczący wpływ na ludzką percepcję.

## Występowanie efektu
Efekt kontrastu jest wszechobecny i występuje w postrzeganiu zarówno u ludzi, jak i u zwierząt. Może odnosić się do wszelkich cech danego obiektu, zarówno fizycznych: wielkość, waga, kolor, czy atrakcyjność, jak i niefizycznych: cech charakteru, osobowości, wartości, satysfakcji i wielu innych. Wpływa na percepcję, poznanie i zachowanie będące wynikiem oceny obiektu. Dzięki swej uniwersalności efekt kontrastu może występować jako przedmiot badań w różnych dziedzinach: naukach społecznych (na przykład spostrzeganie ludzi, poznanie, relacje interpersonalne), naukach przyrodniczych (behawioryzm, motywacja zwierząt), naukach humanistycznych (relatywizm) oraz w naukach ekonomicznych (podejmowanie decyzji).

## Graficzne przykłady efektu kontrastu

Pomarańczowe koła są tej samej wielkości, jednakże to otoczone przez większe koła (po lewej) wydaje się być mniejsze.

Żółte koła zmieniają swój kolor, jeżeli wcześniej obserwujemy koło zielone lub pomarańczowe.

Jednym z przykładów używanych w badaniach nad efektem kontrastu jest złudzenie Ebbinghausa. W tym przypadku obiekt obserwowany (pomarańczowe kółka) występuje równocześnie z obiektem porównania (duże lub małe kółka). Pomarańczowe koła są tej samej wielkości, jednakże to otoczone przez większe koła (po lewej) wydaje się być mniejsze.
Innym przykładem, w którym obserwowany obiekt jest porównywany z obiektem występującym tym razem wcześniej, są koła znajdujące się po prawej stronie. Wystarczy wpatrywać się przez jakiś czas w środek jednego z kolorowych kół znajdujących się u góry obrazka, a następnie przenieść wzrok na odpowiadające mu żółte koło z dolnej części obrazka. Żółte koła - początkowo o tej samej barwie - teraz wydają się być innego koloru.

## Wyniki eksperymentów
Efekt kontrastu badano w wielu eksperymentach, oto niektóre wyniki:
- Samochód występujący w towarzystwie samochodów znacznie droższych był oceniany niżej, niż ten sam samochód występujący w towarzystwie samochodów tańszych (gorszych).[5]
- Mężczyźni oceniali urodę swoich żon/partnerek znacznie niżej, jeżeli wcześniej oglądali czasopisma z pięknymi modelkami.[5]
- Nauczyciele ocenili przeciętne wypracowanie jako złe, kiedy czytali je po serii bardzo dobrych wypracowań i jako bardzo dobre, gdy mieli je ocenić po przeczytaniu serii słabych wypracowań.[6]
- Osoba zachowująca się niejednoznacznie wrogo lub przyjaźnie została oceniona jako przyjazna, gdy ocenę poprzedzało czytanie tekstu o Hitlerze i jako wroga, gdy oceny dokonywano po przeczytaniu tekstu o Świętym Mikołaju.[7]